# Albert von Nostitz-Rieneck
Albert Graf von Nostitz-Rieneck (* 23. August 1807 in Türmitz, Böhmen; † 25. Januar 1871 in Prag) war ein böhmisch-österreichischer Politiker und mehrmaliger Oberstlandmarschall Böhmens.

Albert Graf von Nostitz-Rieneck, Lithographie von Eduard Kaiser, 1861

## Leben
Albert, Mitglied der Adelsfamilie Nostitz, studierte an der Universität Prag Philosophie und Rechtswissenschaft und trat 1828 in den Staatsdienst ein. Seine Güter, die er nach Tod seines Vaters Jan Nepomuk von Nostitz-Rieneck (1768–1840) erbte, waren Schloss Průhonice bei Prag und lagen unter anderem in Türmitz und im mährischen Prödlitz. Ab 1850 war er Präsident des Prager Konservatoriums, seine uneheliche Tochter, die Pianistin Rosa Kastner, war Klavierschülerin von Franz Liszt.
1860 war er kurzfristig Mitglied des Wiener Reichsrats. 1862 heiratete er in Prag Adelheid von Puteani (1823–1904), das Paar bekam die Tochter Maria Antonia Gabriela (1863–1934).
Nostitz war Präsident des Central-Vereins für Rübenzucker-Industrie in Österreich-Ungarn (1851 bis 1861) und Vorstandsmitglied der Böhmischen Hypothekenbank. Er wurde 1861 in den wiedereröffneten Böhmischen Landtag gewählt. Gleichzeitig war er erstmals Oberstlandmarschall des Königreichs Böhmen und damit Vorsitzender der böhmischen Regierung, des Landesausschusses. Er hatte drei Amtsperioden: 31. März 1861 bis 31. Juli 1863, 4. Oktober 1866 bis 27. Februar 1867 und 26. August 1870 bis 23. Dezember 1870.